# Ernst Franz

Ernst Franz (1909)

Ernst Franz (* 8. März 1894 in Fischern, Österreich-Ungarn; † 9. Februar 1915 gefallen in den Karpaten) war ein deutschböhmischer Radrennfahrer.
Ernst Franz, Sohn eines Fahrradhändlers, begann seine Rennfahrerkarriere 1910, im Jahr darauf wurde er Berufsfahrer. Während seiner kurzen Karriere gewann der zierliche Rennfahrer zahlreiche schwere Straßenrennen. In den Jahren 1913 und 1914 siegte er bei Rund um Köln sowie bei Berlin–Cottbus–Berlin, 1913 bei Rund um Berlin. Im selben Jahr gewann er das österreichische 351 Kilometer lange Straßenrennen Rund um die Gletscher. Ebenfalls 1913 wurde er Sieger der ersten, von der Allgemeinen Radfahrer-Union organisierten Deutschen Meisterschaft für Berufsfahrer auf der Straße.
Im Alter von 21 Jahren fiel Ernst Franz als Soldat im Ersten Weltkrieg.